# Piņķi

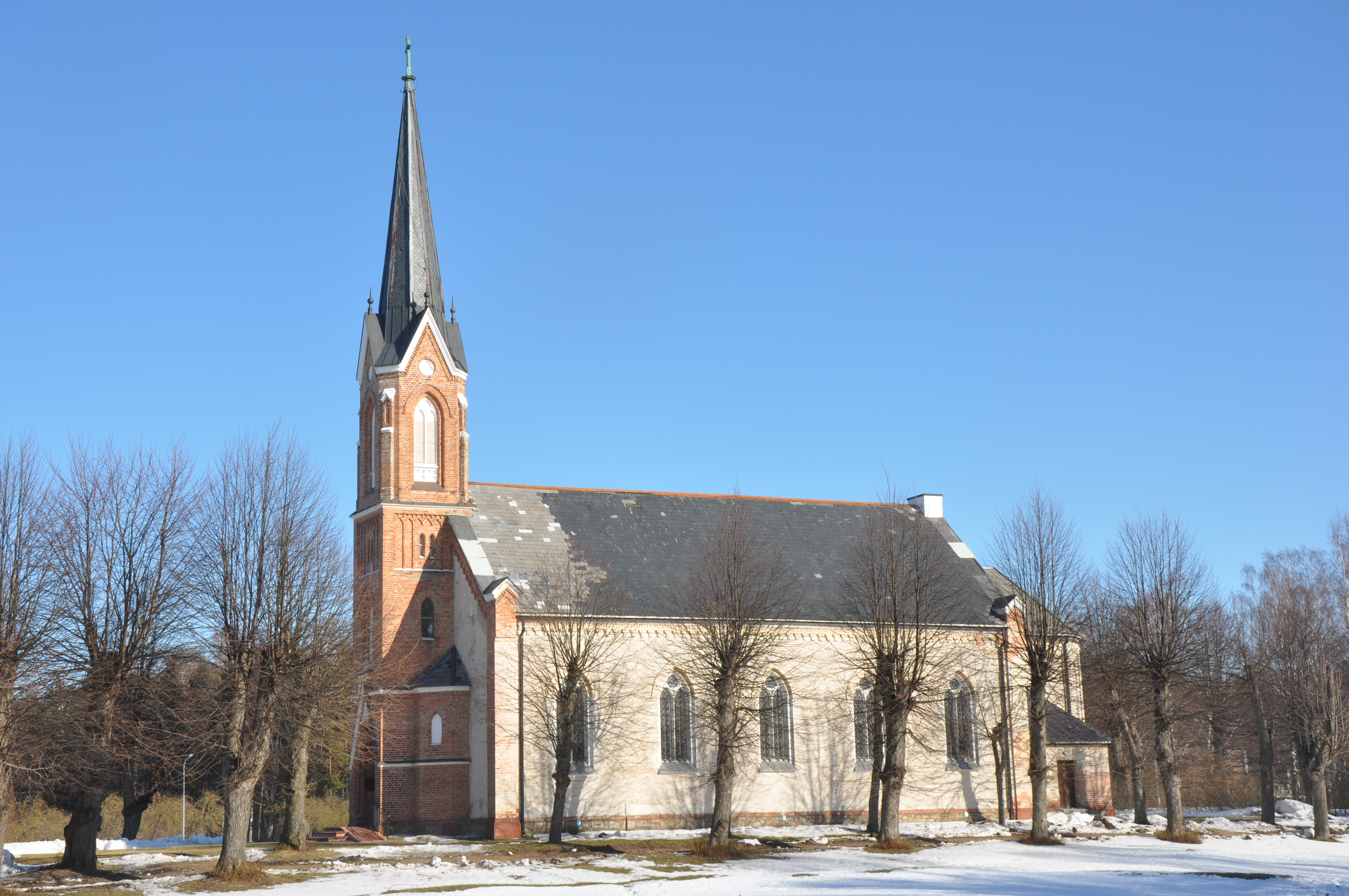
St.-Nikolaus-Kirche

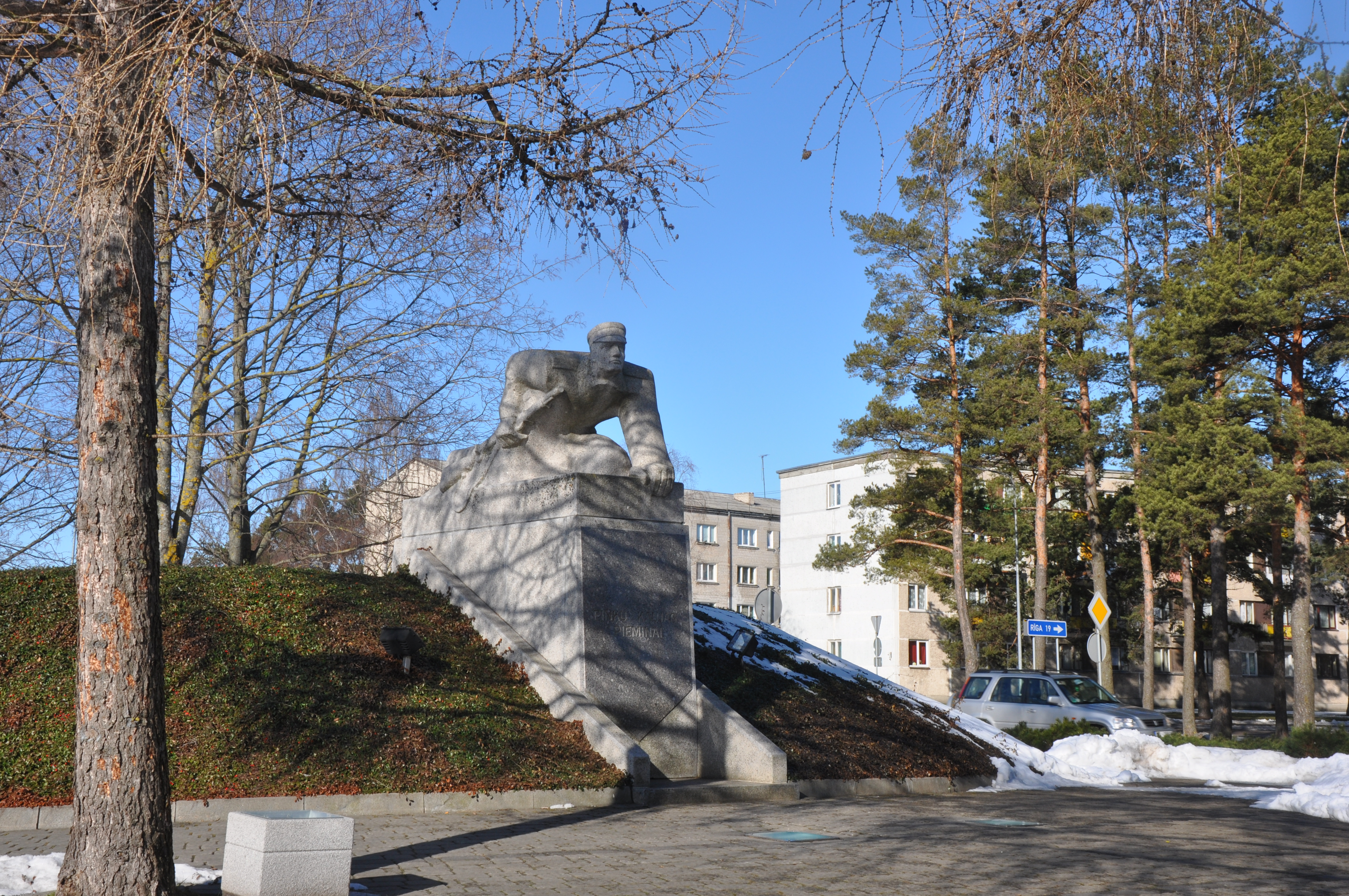
Denkmal für den Lettischen Unabhängigkeitskrieg

Piņķi (deutsch Pinkenhof) ist ein Dorf im Bezirk Mārupe in Lettland. Im Jahr 2014 hatte Piņķi 3.434 Einwohner.
Das Dorf liegt an der Kreuzung der Autobahnen A5 und A10 am rechten Ufer der Neriņa, 15 km vom Zentrum Rigas entfernt.
Das Gebiet um Piņķi wurde zum ersten Mal im Jahr 1225 in schriftlichen Quellen erwähnt und durch das Abkommen vom 16. März 1226 in das ländliche Gebiet von Riga aufgenommen. Im 14. und 15. Jahrhundert wurden die Herrenhäuser von Pele, Beberbeķi und Olekte erwähnt.
Die evangelisch-lutherische St.-Nikolaus-Kirche in der Skolas-Straße wurde nach Entwurf des Rigaer Stadtbaumeisters Johann Daniel Felsko von 1872 bis 1874 im neugotischen Stil errichtet. Zur Kirchengemeinde gehörten bis ins 20. Jahrhundert hauptsächlich deutsch-baltische Familien.
1919 fanden bei Piņķi militärische Auseinandersetzungen im Lettischen Unabhängigkeitskrieg statt, an die ein Denkmal im Ort erinnert.